# Ludwig von Vincke

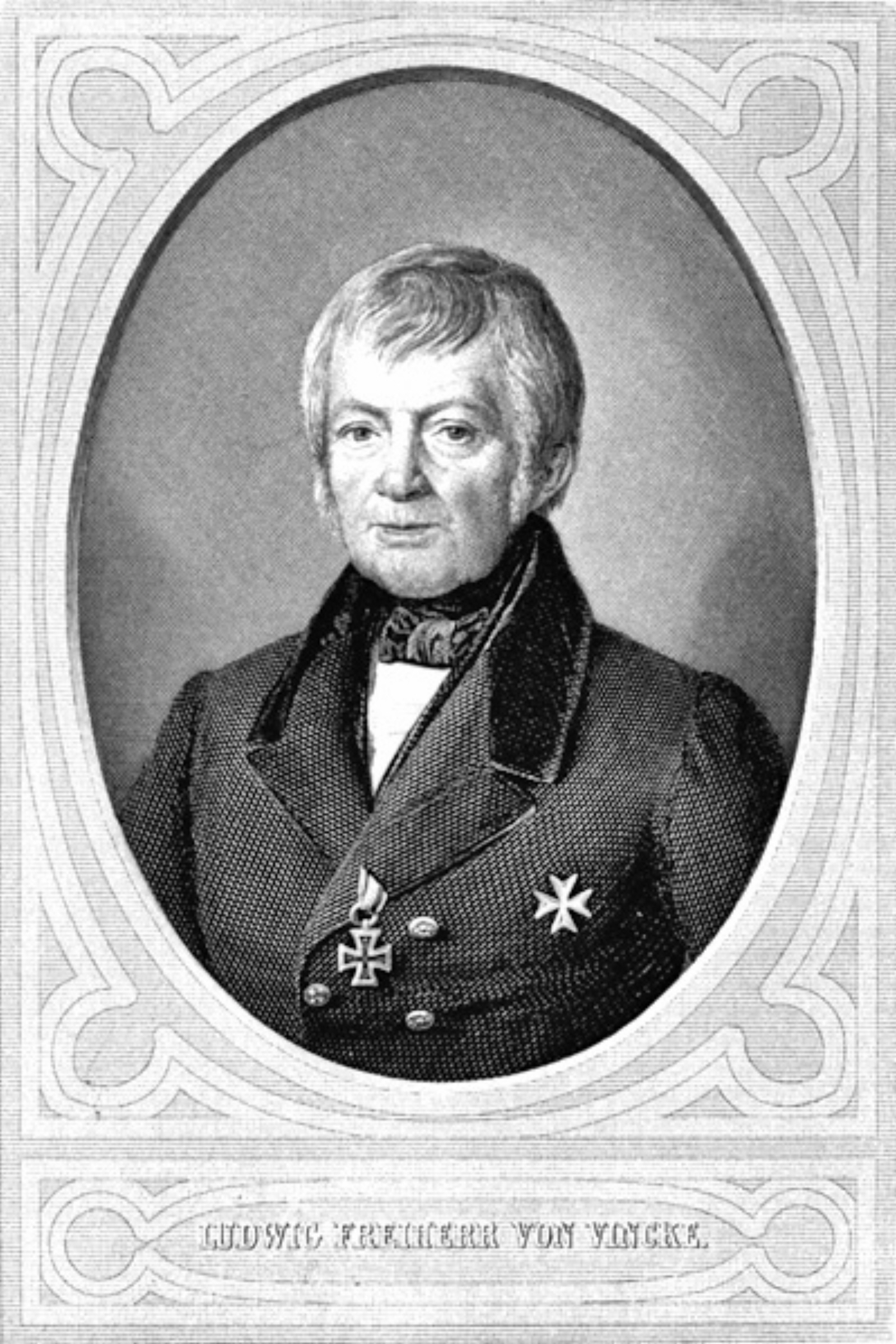
Ludwig von Vincke

Friedrich Ludwig Wilhelm Philipp Freiherr von Vincke, född 23 december 1774 i Minden, död 2 december 1844 i Münster, var en preussisk ämbetsman; far till Georg von Vincke.
Vincke inlade stor förtjänst om Preussens lyftning under olycksåren 1806-14 och verkade, sedan 1815 Oberpresident i provinsen Westfalen, för denna landsdels förkovran i många riktningar samt utnämndes 1825 till verkligt geheimeråd. Han författade det som klassiskt omtalade arbetet Über die Verwaltung Grossbritanniens (1816).